# Assistente da acusação
No direito processual penal brasileiro, assistente da acusação é aquele terceiro legitimado a intervir em ação penal pública, atuando como auxiliar do Ministério Público. Segundo o Código de Processo Penal brasileiro, é legitimado a atuar como assistente o ofendido, isto é, a vítima do crime, ou seu representante legal. Caso o ofendido tenha falecido ou esteja ausente, poderão se habilitar como assistentes o seu cônjuge, ascendente, descendente ou irmão, nessa ordem. O assistente pode intervir no processo a partir do recebimento da denúncia até o trânsito em julgado da ação.

## Poderes do assistente
Dispõe o Código de Processo Penal que ao assistente será "permitido propor meios de prova, requerer perguntas às testemunhas, aditar o libelo e os articulados, participar do debate oral e arrazoar os recursos interpostos pelo Ministério Público, ou por ele próprio" (art. 271). Outros poderes, além dos listados no art. 271, são elencados pela legislação processual penal, tais como formular pedido de prisão preventiva e de desaforamento.
É controversa a possibilidade de o assistente da acusação poder recorrer contra decisão de desclassificação no Tribunal do Júri. Para alguns autores, o interesse que legitima a presença do assistente é de natureza meramente patrimonial; dessa forma, ele não teria legitimidade para recorrer contra a decisão de desclassificação, eis que esse interesse patrimonial continuará existindo, já que o processo não será extinto, mas meramente remetido à um juízo singular. Lado outro, parte da doutrina entende que o interesse do assistente é a obtenção de uma sentença justa; para essa visão, o assistente é legitimado a recorrer contra desclassificação.